# Tonotopie
Beim Hören finden auf mehreren Stufen im Gehirn Analyseprozesse akustischer Signale statt. Sie sind die Grundlage nachfolgender Dekodierung, beim Menschen insbesondere für das Verstehen von Sprache. Der Begriff der Tonotopie (abgeleitet von altgriechisch a) τόνος tonos, deutsch ‚das, womit man etwas spannt‘, ‚Saite‘, ‚Seil‘, ‚Gurt‘; ‚Spannung‘, ‚Nachdruck‘, ‚Wucht‘; ‚Hebung‘, ‚Klang der Stimme‘ / b) τόπος topos, deutsch ‚Ort‘, ‚Stelle‘, ‚Landstrich‘, ‚Gegend‘, ‚Örtlichkeit‘, ‚Raum‘) bezieht sich auf die erste Hauptstufe der Schallanalyse.
Im Innenohr (Cochlea) werden die von außen kommenden mechanischen Schwingungen in neuronale Impulse umgewandelt, und zwar anatomisch geordnet nach Frequenz (Tonhöhe): hohe Frequenzen am äußeren Ende, tiefe Frequenzen am inneren Ende. Daher der Name „Ton-Ort“. Im Hauptstrang der Hörbahn im Gehirn wird die anatomische Sortierung nach Frequenz (Tonhöhe) bis in mehrere Bereiche des Großhirns (Auditiver Cortex) beibehalten.

## Abbildung der Frequenz

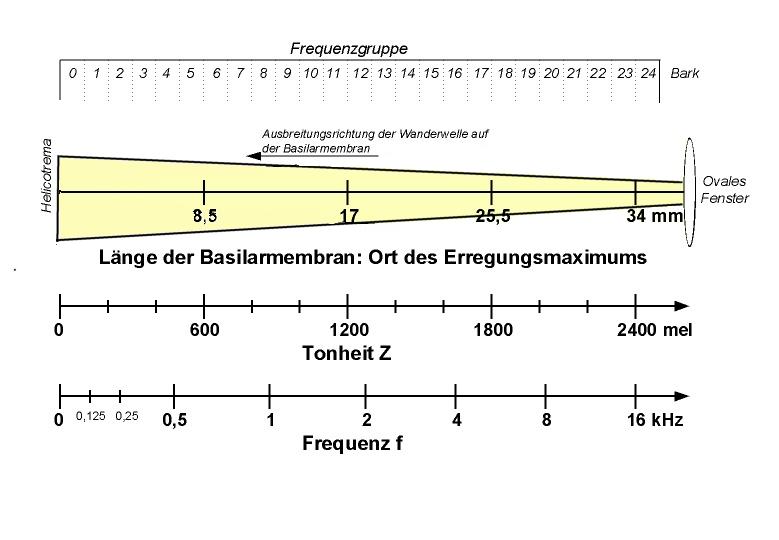
Zusammenhang zwischen Ort auf der ausgerollten Basilarmembran in mm ab Schneckenspitze (links), Frequenzgruppe, Frequenz f des Tonreizes in kHz und empfundener Tonhöhe Z in mel. Eintritt der Schallwellen rechts.

Beim Hören werden die von außen aufgenommenen Schallwellen durch die Bewegungen des Steigbügels über das ovale Fenster auf die Flüssigkeitskammern (zunächst Scala vestibuli) in der Hörschnecke (Cochlea) übertragen. Durch die wellenartige Ausbreitung einer (minimalen) Verschiebung von Flüssigkeit (Wanderwelle) kommt es zu einer wandernden Auslenkung der Basilarmembran, welche die Cochlea in zwei mit Perilymphe gefüllte Kammern teilt, die an der Schneckenspitze (Helicotrema) verbunden sind. Auf der Basilarmembran befindet sich das Cortische Organ mit den Haarzellen. Diese sind über feinste 'Härchen' in der Lage, Scherungen des Membranverbundes zu detektieren. Dabei gilt: je stärker die Auslenkung (eine starke Schallwelle war die Ursache), desto stärker die Scherwirkung, desto häufiger feuern die an den Haarzellen entspringenden Neuronen, desto lauter wird ein Reiz bzw. Geräusch wahrgenommen. Genau hier liegt aber auch ein Schwachpunkt des Systems, das evolutionsbiologisch nicht an die hohen Schallpegel der Gegenwart angepasst ist und vor allem an dieser Stelle geschädigt werden kann: Verletzungen und Verluste der Härchen sind bei Säugetieren unumkehrbar (irreversibel), also unheilbar.
Anatomisch bedingt ist das System der Haarzellen so geordnet, dass jede hörbare akustische Frequenz ihren spezifischen Ort der maximalen Empfindlichkeit hat. Je näher der Ort der maximalen Auslenkung dem ovalen Fenster (hier werden die mechanischen Schwingungen in das hydraulische System eingekoppelt) ist, desto höher der Ton. Je näher das Maximum dem Helicotrema kommt, desto tiefer der Ton. Dadurch ist jedem Ort auf der Basilarmembran eine bestimmte Frequenz zugeordnet. Die Frequenz-Orts-Transformation erfolgt dabei nichtlinear (siehe Frequenz-Skala). Die Abbildung der auf der Basilarmembran registrierten Frequenzen im Gehirn erfolgt bandförmig bis in die Hörrinde. Die hohen Frequenzen bis 20000 Hz liegen hinten medial, die niedrigen Frequenzen bis 200 Hz vorne lateral repräsentiert. Es gibt also auch dort noch Bereiche, wo jedem Ort eine bestimmte Frequenz zugeordnet ist.
Die Tonotopie wird deshalb auch als Frequenz-Orts-Abbildung bezeichnet und stellt insofern eine Variante der Somatotopik dar.

## Begriffliche Abgrenzung von Somatotopik
Bei der Tonotopie handelt es sich nicht um eine Punkt-zu-Punkt-Abbildung von Körperregionen. Es geht hier also nicht um eine Somatotopie wie beim sensomotorischen Cortex. Abgebildet werden im Falle der Tonotopie keine Körperteile, sondern die Bandbreite einer physikalischen Größe (akustische Frequenz).
Wird allein die physiologisch messbare Registrierung einer bestimmten reinen Frequenz (monofrequenter Schall) an einer bestimmten Stelle der Basilarmembran gemeint und nicht die topisch gegliederte Art der Weiterleitung an das Zentralnervensystem (ZNS), so wird nicht von Tonotopie, sondern von Tonlokalisation auf der Basilarmembran gesprochen.
Diese allgemeinen Kriterien der Abbildung haben weiter zu der Bezeichnung „Karte“ geführt, siehe unten Abschnitt Tonotope Karten. Mit der Bezeichnung Karte, wie sie in der Sprache der Netzwerke üblich ist, wird die räumlich-schematisch geordnete Darstellung oder Repräsentation allgemeiner Merkmale gemeint im Sinne von Ähnlichkeit, Häufigkeit und Wichtigkeit (Relevanz). Im Falle der Tonotopie handelt es sich um die kontinuierliche Repräsentation akustischer Frequenzen. Im Englischen wird die zentralnervöse Abbildung nach den genannten Kriterien als topographic organization bezeichnet.

## Frequenz und Tonhöhe
Tonhöhe ist eine Wahrnehmung höherer Ordnung. Es sind mehrere Vorverarbeitungsschritte nötig, um aus dem physikalischen Reiz die Information zu extrahieren und zu synthetisieren, die für die Repräsentation einer empfundenen Tonhöhe nötig ist. Für elektronisch erzeugte einfache Sinustöne (monofrequenter Schall) korreliert der Erregungsort auf der Basilarmembran gut mit der empfundenen Tonhöhe. In der Natur gibt es jedoch nur komplexe Töne (multifrequenter Schall). Diese erzeugen multiple Erregungsmaxima, bei denen eine Korrelation zur empfundenen Tonhöhe oft nur schwach ist oder ganz fehlt. Ohne Weiterverarbeitung im Gehirn wäre hier die tonotope Information im Innenohr unzureichend für eine Repräsentation der empfundenen Tonhöhe.

## Tonotope Karten
Tonotope Karten sind durch neurophysiologische Verfahren erstellt worden. Diese, wie auch andere neurophysiologische Kartierungen, dienten später auch als Vorlagen für  Modelle der Selbstorganisation in künstlichen neuronalen Netzen (Kohonennetze). Auch bei Tieren sind solche Karten erstellt worden. Sie weisen z. B. bei einer bestimmten Fledermausart genau in dem Bereich eine starke Spreizung auf, der einem schmalen Frequenzband um 61 kHz entspricht, auf den das Tier zur eigenen Orientierung und zur Jagd spezialisiert ist. Hierbei nutzt es eine neuronale Analyse der Dopplerverschiebung der Reflexion selbst ausgesendeter Signale.

## Verstehen von Sprache
Die tonotopen Karten im Gehirn bilden die Grundlage für die Dekodierung der kleinsten Einheiten von Sprachlauten (Phone) und damit der Repräsentation der kleinsten abstrakten Lauteinheiten (Phoneme). Dies ist besonders anschaulich im Falle der Vokale, wo Signale in bestimmten Frequenzbereichen (Formanten) die Entschlüsselung der Vokale wie auch die Registrierung persönlicher Stimmeigenschaften der Sprecher ermöglichen.